# Stephen Lowe
Stephen Lowe (født 13. marts 1963) er en tidligere engelsk målmand, der spillede det meste af sin karriere i Viborg FF.

## Spillerkarriere
Lowe fik sin fodboldopdragelse i bl.a. Aston Villa og nåede at ligadebutere for Wolverhampton Wanderers, før karrieren tog en usædvanlig drejning og bragte ham til Danmark.
Turen gik i første omgang over Herning Fremad og Vejle Boldklub, før Stephen Lowe fandt sin rette hylde i Viborg.
Han spillede den sidste kamp på topplan den 25. april 1997, da han var med til at tabe 3-5 til OB.

## Trænerkarriere
Efter hans aktive karriere blev han ansat i Viborg FF som målmandstræner, hvor han har virket lige siden, undtaget af små perioder, hvor han var cheftræner og assistenttræner i klubben.
Den 12. november 2007 fik Stephen Lowe debut som træner i Superligaen med et 0-2 hjemmebane nederlag til AGF. Lowe og U/18-træner Jan Østergaard fik ansvaret for holdet i de sidste 3 kampe i 2007, efter at klubben have valgt at fyrer cheftræner Anders Linderoth og assistenttræner Tommy Møller Nielsen.
 I april 2009 måtte Stephen Lowe igen hentes frem i forbindelse med en trænerfyring. Denne gang blev det som assistenttræner, da den daværende assistent Søren Frederiksen blev forfremmet til cheftræner efter fyringen af Hans Eklund. Da Lars Søndergaard den 3. juli 2009 blev ansat som ny cheftræner, trådte Lowe lidt ned i træner-hierarkiet, men var dog stadigvæk klubbens målmandstræner og en del af det 4-mands store trænerteam.
Siden 2019 har Stephen Lowe været målmandstræner i Skive IK.

## Private forhold
Han blev boende i Viborg efter hans aktive karriere sluttede, og bor i dag i Hald Ege.